# Race for Glory: Audi vs. Lancia
Race for Glory: Audi vs. Lancia är en italiensk-fransk-brittisk dramafilm från 2024 i regi av Stefano Mordini.

## Handling
Filmen skildrar rivaliteten mellan konkurrenterna Audi och Lancia i rally-VM under säsongen 1983.

## Rollista i urval
- Daniel Brühl - Roland Gumpert
- Riccardo Scamarcio - Cesare Fiorio
- Volker Bruch - Walter Röhrl
- Katie Clarkson-Hill - Jane McCoy
- Esther Garrel - Michèle Mouton
- Rebecca Busi - Fabrizia Pons
- Gianmaria Martini - Hannu Mikkola
- Andrea Crugnola - Stig Blomqvist
- Haley Bennett - journalist